# Gama fuscoaenea
Gama fuscoaenea är en skalbaggsart som beskrevs av Moser 1921. Gama fuscoaenea ingår i släktet Gama och familjen Melolonthidae. Inga underarter finns listade i Catalogue of Life.